# Horrorra akadva, avagy tudom, kit ettél tavaly nyárson
A Horrorra akadva, avagy tudom, kit ettél tavaly nyárson (Scary Movie) egy 2000-es horrorparódia. A Wayans-fivérek filmje a Péntek 13, a Halloween, a Sikoly, a Sikoly 2., a Tudom, mit tettél tavaly nyáron, a Még mindig tudom, mit tettél tavaly nyáron, a Rémálom az Elm utcában, a Mátrix és az Ideglelés című filmeket figurázza ki. A filmnek négy folytatása készült.

## A történet
A történet kezdetén megölnek egy gyönyörű diáklányt, Drew Deckert. A hat jó barát, Cindy, Bobby, Buffy, Ray, Brenda és Greg soha nem felejti el, hogy egy szörnyű Halloween-éjszakán figyelmetlenségből elgázoltak egy járókelőt. Halálos bűnüket egészen egy éven keresztül sikerül eltitkolniuk, ám ekkor váratlanul lesújt rájuk az ítélet: az addig halottnak hitt áldozat visszatér, hogy elégtételt vegyen, egyesítve magában az összes stílusos kegyetlenséget. Ráadásul a média is üldözi őket egy kotnyeles riporternő, Gail (Cheri Oteri) személyében.

## Szereplők
| Színész | Szereplő                     | Magyar hang        |
| --- | ---------------------------- | ------------------ |
| Anna Faris | Cindy Campbell               | Vadász Bea         |
| Sidney Prescott a Sikoly-, valamint Julie James a Tudom, mit tettél tavaly nyáron-filmekből. Vezetékneve utalás Neve Campbell színésznőre, aki Sidneyt alakította a Sikoly-filmekben. Cindy a naiv, ártatlan szűzlány a csapatban. |                              |                    |
| Regina Hall | Brenda Meeks                 | Szénási Kata       |
| Cindy dörzsölt barátnője, a Még mindig tudom, mit tettél tavaly nyáron Karlájának és a Sikoly 2. Maureen Evansének a paródiája. Ő és Cindy az egyetlen szereplők, akik az első négy Horrorra akadva-filmben feltűnnek. |                              |                    |
| Marlon Wayans | Kurta Meeks                  | Hevér Gábor        |
| Randy Meeks a Sikoly-filmekből, valamint Maxé a Tudom, mit tettél tavaly nyáron című filmből. Ő Brenda testvére, előszeretettel fogyaszt kannabiszt. A film második részében is szerepel. |                              |                    |
| Shawn Wayans | Ray Wilkins                  | Dózsa Zoltán       |
| Stu Machert, illetve Phil Stevens paródiája a Sikoly első és második részéből. Bár Brenda barátja, számos utalás történik a filmben arra, hogy valójában homoszexuális, amit azonban végig tagad. A film végén megölik, de a folytatás kedvéért később felélesztik. Nevét Ray Bronson, a Tudom, mit tettél tavaly nyáron szereplője utána kapta.                                               |                              |                    |
| Cheri Oteri | Gail Hailstorm               | Vándor Éva         |
| Gale Weathers paródiája a Sikoly-filmekből. Gailt és béketűrő operatőrét, Kennyt ugyanúgy cserkészi be a gyilkos, mint az Ideglelés című filmben. A film végén kiderül, hogy Lüki bűntársa. |                              |                    |
| Shannon Elizabeth | Buffy Gilmore                | Kisfalvi Krisztina |
| Tatum Riley (Sikoly) és Helen (Tudom, mit tettél tavaly nyáron) paródiája. Neve utalás a Buffy, a vámpírok réme címszereplőjére. |                              |                    |
| Jon Abrahams | Bobby Prinze                 | Görög László       |
| Billy Loomis (Sikoly) és Ray Bronsen (Tudom, mit tettél tavaly nyáron) paródiája. Mindkét szereplő jellemvonásaiból kapott: például kényszeríti Cindyt, hogy ő vegye el a szüzességét, azután elismeri, hogy ő és Ray homoszexuálisok voltak és szerették egymást. A nevét Freddie Prinze Jr. nevéből vették, aki Ray Bronsen szerepét alakította a Tudom, mit tettél tavaly nyáron-filmekben. |                              |                    |
| Lochlyn Munro | Greg Phillippe               | Czvetkó Sándor     |
| Barry Cox (Tudom, mit tettél tavaly nyáron) paródiája. Gregnek Barryként ugyanaz az alapvető személyisége, mint az eredeti filmben. Neve Ryan Phillippe-ből származik, aki Barryt játszotta a Tudom, mit tettél tavaly nyáron-ban. Greg hajlik arra, hogy olykor harcias és durva legyen Cindyvel. A filmben Lüki megöli, miközben Barry Cox halálát parodizálja.                              |                              |                    |
| Dan Joffre | Kenny, az operatőr           |                    |
| Kenny Jones paródiája a Sikolyból, Gail operatőre, aki nagyon vonzódik a riporternőhöz. |                              |                    |
| Carmen Electra | Drew Decker                  | Oroszlán Szonja    |
| Casey Becker (Sikoly) paródiája. Nevét a Caseyt játszó színésznőről, Drew Barrymore-ról kapta. Kedvenc horrorfilmje a Kazaam. Amikor a gyilkos azt állítja, hogy az nem egy horrorfilm, Drew ennyit reagál: "Csak látnád Shaquille-t játszani.". |                              |                    |
| Kurt Fuller | Seriff                       | Vass Gábor         |
| Burke sheriff paródiája a Sikolyból. Mindig felnőtt témájú vicceket mesél. |                              |                    |
| Dave Sheridan | Doofus Gilmore/Gyilkos/Lüki  | Háda János         |
| Dewey Riley paródiája a Sikoly-filmekből. A karakter szellemileg visszamaradott, Buffy huszonöt éves testvéreként még mindig különleges tanulmányokat folytat a B.A. Corpse Középiskolában. Lüki rendőr, akit senki nem vesz komolyan. A film végén kiderül, hogy ő a gyilkosok egyike, és egyáltalán nem szellemi visszamaradott, továbbá Gail, a törtető riporternő titkos szeretője.        |                              |                    |
| Rick Ducommun | Cindy apja                   | Horányi László     |
| Neil Prescott paródiája a Sikolyból. Drogkereskedő, aki az Escobar bűnügyi családdal dolgozik, emellett kábítószerterjesztő és néha fogyasztó is. Mindig a lányával végezteti el a piszkos munkát, míg ő üzleti útra megy. |                              |                    |
| Andrea Nemeth | Heather                      | Pálfi Kata         |
| Az idegesítő okostojás a suliból. |                              |                    |
| Mark McConchie | Drew apja                    |                    |
| – |                              |                    |
| Karen Kruper | Drew anyja                   |                    |
| – |                              |                    |
| Kelly Coffield | Tanárnő                      | Antal Olga         |
| Több diákjával folytat szexuális viszonyt, nem egytől gyermeke is van. |                              |                    |
| David L. Lander | Squiggy' Squiggman igazgató  | Halmágyi Sándor    |
| Himbry igazgató paródiája a Sikolyból. A suli balfék igazgatója. Neve utalás a Laverne & Shirley című szituációs komédia egyik szereplőjére. |                              |                    |
| Reg Tupper | Szépségverseny műsorvezetője | Vizy György        |
| Vén kéjenc férfi, aki mindig felnőtt témájú verseket szaval a versenyeken. |                              |                    |

## Filmzene
1. Silverchair – "Punk Song#2"
2. Bloodhound Gang – "The Inevitable Return Of The Great White Dope"
3. Paula Cole – "I Don't Want to Wait"
4. The Black Eyed Peas – "I Want Cha"
5. Rock, Rah Digga, Rampage – "Feel Me"
6. 2Pac feat. Snoop Dogg, Nate Dogg és Dru Down – "All Bout U"
7. Public Enemy – "What What"
8. Save Ferris – "The Only Way to Be"
9. Robert Barry és Monet – "It's Raining Men"
10. The Unband – "Everybody Wants You"
11. Ant Banks – "Roll 'Em Phat"
12. Bender – "Superfly"
13. Oleander – "My Bad"
14. Da Beat Bros – "Jump Up (If You Feel Alright)"
15. Jodie Wilson, Lindy Robbins, Marsha Malamet – "Show Me Now"
16. Radford – "Stay"
17. Fountains of Wayne – "Too Cool for School"
18. Lifelong feat. Incident – "I'm the Killer"
19. Bad Meets Evil feat. Eminem és Royce Da 59 – "Scary Movies"
20. "Visit to Florida"

## Díjak, jelölések
| Év   | Díj                             | Kategória                             | Jelölt                        | Eredmény |
| ---- | ------------------------------- | ------------------------------------- | ----------------------------- | -------- |
| 2001 | BMI Film Music Award            |                                       | David Kitay                   | Elnyerte |
| 2001 | Blockbuster Entertainment Award | Kedvenc női mellékszereplő – vígjáték | Cheri Oteri                   | Elnyerte |
| 2001 | Blockbuster Entertainment Award | Kedvenc színész – Vígjáték            | Marlon Wayans                 | Jelölve  |
| 2001 | Blockbuster Entertainment Award | Kedvenc színész – Vígjáték            | Shawn Wayans                  | Jelölve  |
| 2001 | MTV Movie Award                 | Legjobb Cameo                         | James Van Der Beek            | Elnyerte |
| 2001 | MTV Movie Award                 | Legjobb csók                          | Jon Abrahams Anna Faris       | Jelölve  |
| 2001 | MTV Movie Award                 | Áttörő női alakítás                   | Anna Faris                    | Jelölve  |
| 2001 | Gold Reel Award                 |                                       | Miramax                       | Elnyerte |
| 2001 | Taurus Award                    | Legjobb munka                         | Leslie McMichael Yves Cameron | Jelölve  |
| 2000 | Bogey Award in Silver           |                                       | Highlight (gyártó)            | Elnyerte |
| 2000 | Golden Screen                   |                                       | Highlight (gyártó)            | Elnyerte |
| 2000 | Teen Choice Award               | A nyár legjobb filmje                 |                               | Elnyerte |

## Bevételi adatok
- Költségvetés: 19 000 000 dollár
- Hazai bevétel: 157 019 771 dollár
- Külföldi bevétel: 121 000 000 dollár
- Világszerte: 278 019 771 dollár
- Nyitó hétvége: 42 346 669 dollár[1]